# 대한민국의 교육청
교육청(敎育廳)은 지방교육자치에 관한 법률에서 국가행정사무 중 시·도에 위임하여 시행하는 사무로서 교육·학예에 관한 사무를 집행하는 대한민국의 지방교육행정기관이다. 1952년 6월 4일 당시 문교부 장관 백낙준의 교육지방자치제 제안으로 처음 설치되었다. 시, 군, 구의 교육청은 초창기에는 교육구청, 시교육청, 군교육청 등으로 불리다가 지역교육청으로 명칭이 바뀌고, 2010년 9월 1일부터는 명칭을 교육지원청으로 바꾸었다.

## 설치 목적

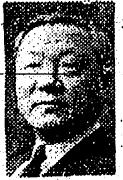
제2대 문교부장관 백낙준

일제강점기인 1910년 10월 2일 조선총독부는 관제를 정할 때, 총독부 내 학무국을 설치하여 각급 유치원, 소학교/보통학교, 고등보통학교, 전문학교 등을 관할하였다. 이는 해방 이후에도 계속 유지되어 각 도청과 시청, 군청 내에 학무국, 학무과가 설치되었다.
1952년 백낙준은 의무교육과 교육자치제를 제안하였다. 당시 대한민국 문교부 장관인 백낙준은 교육자치제, 교육지방자치제도를 실시하여 교육기관을 행정기관에서 분리시켜야 한다고 주장했다. 백낙준의 제안은 바로 채택되어 1952년 6월 4일 각 시도 교육청과 지역 교육청이 설치되고, 지역 교육청은 교육구청이라 하였으며, 각 시군구 지역 교육감은 주민인이 선출하는 민선이었다. 시, 군, 구 교육감 및 도교육감은 1961년 5.16 군사정변 이후 민선에서 관선으로 바뀌었다. 시, 군, 구 교육감은 1961년 5.16 군사정변 이후 교육장으로 명칭이 개정되었다.
1962년 1월 1일 교육자치제 폐지로 각 시, 군, 구 교육청은 시청, 군청, 구청에 편입되어 시, 군, 구 학무과 또는 시, 군, 구 교육과 또는 교육국으로 각각 불리다가 그해 11월 3일 각 시도벌 교육위원회가 부활되어 5인의 교육위원회 체제로 운영되다가 1964년 1월 1일 다시 부활되었다.

## 시·도 교육청

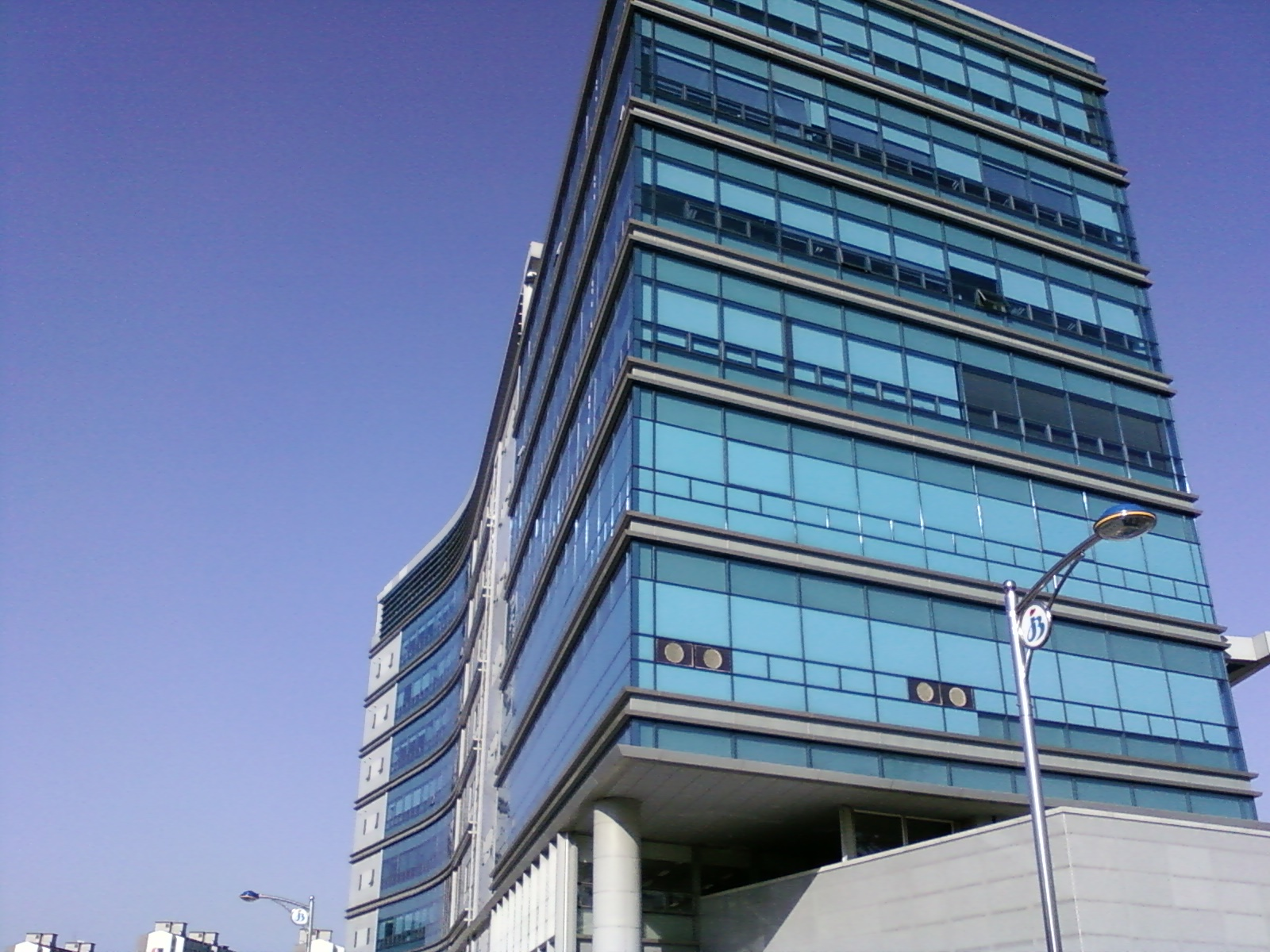
전북특별자치도교육청 건물

교육청(敎育廳)은 광역자치단체에 두는 지방교육행정 기관이다. 시·도의 교육청은 교육감(敎育監)의 감독 아래 국가행정사무 중 시·도에 위임된 교육·학예에 관한 사무를 집행하며, 심사·의결기관인 시·도 교육위원회와 함께 지방교육자치의 핵심을 이룬다.
1952년 시·도 교육청으로 설립되었다가 5·16으로 지방자치제가 폐지되면서 1962년 1월 1일 특별시, 직할시·도청의 학무국으로 편입되었다. 그해 4월 교육위원회가 부활하고 1963년 10월 5일 지방자치제가 부활하고 1964년 1월 1일 다시 교육청으로 발족되었다. 2010년 9월 1일 명칭 변경 때 시·도 교육청은 변경되지 않았다. 각 지역교육청 및 전국의 고등학교, 특수학교, 대안학교를 관할한다.

### 하급교육행정기관 (교육지원청)
교육지원청은 1개 또는 2개, 3개 이상의 기초자치단체를 관할구역으로 하는 지방교육행정기관이다. 교육지원청은 시·도 교육청의 하급 교육행정기관으로, 교육장(3급 또는 4급 상당)의 감독 아래 시·도의 교육·학예에 관한 사무를 일부 분장한다. 그 사무는 관할구역 내 공·사립의 초등학교·중학교·기술학교·유치원 등의 운영·관리에 관한 지원 등이다.
1952년에는 지역 교육구청으로 출범하였다. 1964년부터는 지역교육지원청도 ○○교육청의 명칭을 사용했으나, 이후 지방교육자치에 관한 법률 시행령 일부 개정령안이 국무회의에서 통과되면서 2010년 9월 1일부터 시군구의 지역교육청의 명칭을 교육지원청(敎育支援廳)으로 변경하고 일부 기능을 변경했다. 교육지원청의 명칭은 지방교육자치에 관한 법률 시행령 제5조에서 규정하고 있다. 별칭으로는 지역교육청, 지방교육청, 해당 지역명 교육청으로 부른다.
본래는 대한제국 시대와 일제강점기 시대에는 각 부청(府廳)과 군청(郡廳), 구청(區廳) 산하에 학무국과 학무과로 편성되어 있었다. 인구수와 학생 수가 많은 부(府) 지역의 부청에는 학무국이 설치되어 있었고, 소도시 및 군·구단위 지역은 모두 군·구청 내에 학무과로 존재하였다.
1952년 백낙준의 교육 자치제 건의를 이승만 당시 대한민국 대통령이 수용하면서 그해 준비기간을 거쳐 6월 4일 전국 각지에 일시에 시, 군, 구 단위 교육구청으로 설립되었다. 1962년 1월 1일 다시 시·군·구청의 학무과와 교육과로 편입되었다. 1964년 1월 1일 다시 시군구 교육청으로 발족되고 1991년 3월 26일부로는 지역 교육청으로 변경되었다가, 2010년 9월 1일 교육지원청으로 명칭이 변경되었다. 해당 시·군·구 내의 초등학교, 중학교, 유치원을 관할한다. 지역 내의 고등학교, 특수학교, 대안학교는 지원청이 담당하지 않고 시·도 교육청에서 지도감독하며, 일부 업무를 이관 또는 위임받아 처리한다.
1952년 6월 4일 설립 초기에는 교육 정책 수립과 학교, 학생 관련 업무, 교원 임용 및 인사임면을 담당하는 학무과와 학교 행정과 제반사무, 교육 이외의 사무 및 교육지원, 교육환경 사무를 담당하는 관리과로 편성되었다. 1960년대 이후 인구의 급증과 도시화로 일부 지역에서는 학무국, 관리국이 설치되었고, 그 아래에 각 분야별로 재무과, 체육과, 시설과 등 기존 학무과, 관리과 산하에 계(팀)로 편성된 초등교육, 중등교육, 학생배치, 인사, 경리, 재정지원 등의 부서들이 과단위로 승격되고, 그 산하에 해당 세부사무가 팀으로 조직되고, 1인, 2인이서 보던 업무를 3인 이상 세분화시켰다. 2010년 8월 1일부로 조직개편이 되면서 학무과와 학무국은 교육지원과, 교육과 등으로 변경되고 관리과는 일부 지역은 행정지원과, 행정과 등 다양한 이름으로 변경되었다.

### 제주특별자치도의 교육·학예
제주특별자치도의 교육·학예에 관한 내용은 일반행정과 마찬가지로 지방교육자치에 관한 법률이 아닌 제주특별자치도 특별법에 따른다. 따라서 이 문서에서 설명하는 내용과 다른 부분이 있다.

## 전국 시·도 교육청
- 서울특별시교육청
- 부산광역시교육청
- 대구광역시교육청
- 인천광역시교육청
- 광주광역시교육청
- 대전광역시교육청
- 울산광역시교육청
- 세종특별자치시교육청
- 경기도교육청
- 강원특별자치도교육청
- 충청북도교육청
- 충청남도교육청
- 전북특별자치도교육청
- 전라남도교육청
- 경상북도교육청
- 경상남도교육청
- 제주특별자치도교육청

## 같이 보기
- 교육부
- 교육위원회
- 교육위원회 체제